# Sponvika
Sponvika är en tätort i Haldens kommun i Østfold fylke i sydöstra Norge. Tätorten hade 538 i invånarantal 1 januari 2022. Tätorten ligger åtta kilometer väster om tätorten Isebakke och tolv kilometer väster om staden Halden, som är centralort i Haldens kommun.
Sponvika har två fina stränder och en pub. Dessutom finns det många privata stränder runt Sponvika. Om man kommer från Sverige på motorvägen E6 till Norge är Sponvika den första tätorten efter gränsen. Sponvika är ett gammalt fiskeläge från 16-1700-talet. 